# East Side (Pennsylvanie)
Pour les articles homonymes, voir East Side.
East Side est un borough situé au nord-ouest du comté de Carbon, en Pennsylvanie, aux États-Unis,. En 2010, il comptait une population de 317 habitants. Il est incorporé le 22 octobre 1892.

## Démographie
Lors du recensement de 2010, le borough comptait une population de 317 habitants. Elle est estimée, en 2017, à 310 habitants.

### Source de la traduction
- (en) Cet article est partiellement ou en totalité issu de l’article de Wikipédia en anglais intitulé « East Side, Pennsylvania » (voir la liste des auteurs).